# Pieriesyłka
Pieriesyłka (wymawiane czasami: pieresyłka) – w słowniku Gułagu barak obozowy lub więzienie, w którym więźniowie oczekiwali na transport do innego łagru, albo do innej „pieresyłki”, skąd etapami byli przerzucani do docelowego obozu.
Oczekiwanie w takim baraku lub więzieniu mogło przeciągać się tygodniami z powodu braku środków transportowych lub w oczekiwaniu na odpowiednią liczebność grupy więźniów wysyłanych w danym kierunku.

## Pieriesyłka a selekcja
Słowo to jest stało się wśród więźniów także synonimem wywózek do obozów o zaostrzonym rygorze na dalekiej północy.
Gustaw Herling-Grudziński opisuje analogie pomiędzy pieriesyłką do kopalni kołymskich a selekcją stosowaną w niemieckich obozach śmierci.
W obu przypadkach wybierano osoby najsłabiej pracujące lub niezdolne do pracy.